# Abebe Bikila
Abebe Bikila (አበበ ቢቂላ)  (Jato, 7 de agosto de 1932-Adís Abeba, 25 de octubre de 1973) fue un atleta etíope, dos veces ganador de la maratón olímpica. Fue el primer atleta africano que consiguió ganar una medalla de oro en los Juegos Olímpicos.

## Biografía
Abebe Bikila nació en el pequeño pueblo etíope de Jato, en la región de Shewa. En 1935, al ser invadida Etiopía por la Italia fascista de Benito Mussolini, el pequeño Abebe y su familia huyeron y se refugiaron en la ciudad de Gorro. Pasado un tiempo, pudieron regresar a Jato. 
Con 20 años, Abebe Bikila emigró a Adís Abeba, la capital de Etiopía. Y allí pasó a formar parte del 5.º Regimiento de Infantería de la Guardia Imperial de su país, una división dedicada a la protección del emperador etíope Haile Selassie. Entonces Abebe Bikila se aficionó a correr y fue descubierto por el entrenador sueco Onni Niskanen.
Pasó a formar parte del grupo de héroes nacionales al obtener la medalla de oro en la maratón de los Juegos Olímpicos de Roma 1960, prueba que disputó descalzo. En esa ocasión, completó la carrera en 2h15'16", por lo que estableció una nueva plusmarca mundial.
Durante la prueba, Bikila pasó frente al obelisco de Axum, que fuera trasladado desde su país natal en 1937 por el ejército italiano durante la segunda guerra italo-etíope.
Cuando comenzaron los Juegos Olímpicos de Tokio 1964, su estado físico estaba bastante debilitado porque le habían operado de apendicitis seis semanas antes de disputar la maratón, lo cual afectó su programa de entrenamiento para dicha prueba. Dejando de lado cómo se encontraba, volvió a conseguir el oro y estableció una nueva marca mundial: 2h12'12".
Contaba en los años 1960 que, para no aburrirse en sus largas jornadas de entrenamiento por los campos etíopes, se dedicaba a cazar aves y mamíferos a los que seguía animosamente durante los 42 km de práctica, distancia que casi ningún animal es capaz de resistir sin descansar. 
En los Juegos Olímpicos de México 1968, Bikila fue afectado por la altitud, por lo que se vio forzado a abandonar la prueba tras haber recorrido 17 kilómetros.
En 1969 el atleta se vio involucrado en un accidente de autos cerca de Adís Abeba, en Etiopía, lo que le produjo una paraplejia. Bikila nunca pudo reponerse totalmente del accidente, y, tras 4 años de reposo, falleció a los 41 años de edad.
El estadio nacional de Adís Abeba fue nombrado en su honor.